# スマイラー
『スマイラー』(Smiler)は、ロッド・スチュワートが1974年に発表したアルバム。スタジオ・アルバムとしては5作目。

## 解説
「レット・ミー・ビー・ユア・カー」はエルトン・ジョンが作曲した楽曲で、エルトンは同曲のレコーディングにも参加。エルトン本人が歌唱したデモ・ヴァージョンは、コンピレーション・アルバム『イエス・イッツ・ミー〜レア・トラックス』（1992年）で発表された。
「マイン・フォー・ミー」は、ポール・マッカートニー&リンダ・マッカートニーが提供した楽曲。現在、ポールによるセルフ・カヴァーは公式発表されていない。
本作は、スチュワートにとって4作目の全英アルバムチャート1位獲得作品となった。本作からは、母国イギリスでは「君に別離（わかれ）を」とサム・クックのカヴァー2曲のメドレー「悲しき叫び/ユー・センド・ミー」の両A面シングルが、全英7位となった。アメリカでは、「マイン・フォー・ミー」が全米91位に達した。
本作発表の翌月の1974年11月、当時スチュワートが在籍していたフェイセズは、ラスト・シングル「ユー・キャン・メイク・ミー・ダンス」を発表するが、1974年のうちにフェイセズは解散を表明した。その後、スチュワートはワーナー・ブラザース・レコードに移籍して、ソロ活動に専念することとなる。

## 収録曲
2. 10.はインストゥルメンタル。
1. スウィート・リトル・ロックン・ローラー - Sweet Little Rock 'N' Roller (Chuck Berry) - 3:42
2. ロッキンヴァー - Lochinvar (Pete Sears) - 0:24
3. 君に別離（わかれ）を - Farewell (Martin Quittenton, Rod Stewart) - 4:33
4. セイラー - Sailor (Rod Stewart, Ronnie Wood) - 3:34
5. 悲しき叫び/ユー・センド・ミー - Bring It on Home to Me / You Send Me (Sam Cooke) - 3:56
6. レット・ミー・ビー・ユア・カー - Let Me Be Your Car (Elton John, Bernie Taupin) - 4:57
7. ナチュラル・マン - (You Make Me Feel Like) A Natural Man (Gerry Goffin, Carole King, Jerry Wexler) - 3:53
8. ディキシー・トゥート - Dixie Toot (R. Stewart, R. Wood) - 3:26
9. ハード・ロード - Hard Road (Harry Vanda, George Young) - 4:26
10. アイヴ・グロウン・アカスタムド・トゥ・ハー・フェイス - I've Grown Accustomed to Her Face (Alan Jay Lerner, Frederick Loewe) - 1:31
11. 北国の少女 - Girl from the North Country (Bob Dylan) - 3:51
12. マイン・フォー・ミー - Mine for Me (Paul McCartney, Linda McCartney) - 4:00

## レコーディング・メンバー
- ロッド・スチュワート - ボーカル
- ロン・ウッド - ギター
- マーティン・クイッテントン - アコースティック・ギター
- イアン・マクレガン - ピアノ
- ピート・シアーズ - ピアノ
- エルトン・ジョン - ピアノ、ボーカル(on 6.)
- スパイク・ヒートリー - ベース
- ウィリー・ウィークス - ベース(on 6.)
- ケニー・ジョーンズ - ドラムス
- アンディ・ニューマーク - ドラムス(on 6.)
- レイ・クーパー - パーカッション
- ディック・パウエル - ヴァイオリン
- リック・グレッチ - ヴァイオリン
- レイ・ジャクソン - マンドリン(on 3.)
- Rube - バッキング・ボーカル
- Irene - バッキング・ボーカル
- Doreen - バッキング・ボーカル
- メンフィス・ホーン - ホーン・セクション
- クリス・バーバー・ジャズ・バンド(on 8.)
- Tropic Isles Steel Band